# Senátní obvod č. 12 – Strakonice
Senátní obvod č. 12 – Strakonice je podle zákona č. 247/1995 Sb. tvořen celým okresem Strakonice, západní částí okresu Písek, ohraničenou na východě obcemi Protivín, Písek, Čížová, Cerhonice, Mirotice, Rakovice a Mišovice, a západní částí okresu Prachatice, ohraničenou na východě obcemi Strážný, Lenora, Horní Vltavice, Buk, Šumavské Hoštice, Lažiště, Dvory, Husinec, Těšovice, Vitějovice, Hracholusky a Strunkovice nad Blanicí.
Současným senátorem je Tomáš Fiala, nestraník zvolený za ODS. V Senátu je členem Senátorského klubu ODS a TOP 09. Dále působí jako místopředseda Výboru pro zdravotnictví, člen Podvýboru pro sport Výboru pro vzdělávání, vědu, kulturu, lidská práva a petice, je rovněž členem Stálé komise Senátu VODA – SUCHO.

## Senátoři
| Volby | Volby         | Senátor           | Senátor         | Volební strana | Navrhující strana | Politická příslušnost | Odkaz  |
| ----- | ------------- | ----------------- | --------------- | -------------- | ----------------- | --------------------- | ------ |
|       | 1996          |                   | Pavel Rychetský | ČSSD           | ČSSD              | ČSSD                  | profil |
| 2002  |               |                   | Pavel Rychetský | ČSSD           | ČSSD              | ČSSD                  |        |
|       | 2003 (doplň.) |                   | Josef Kalbáč    | KDU-ČSL        | KDU-ČSL           | KDU-ČSL               | profil |
|       | 2008          |                   | Miroslav Krejča | ČSSD           | ČSSD              | ČSSD                  | profil |
| 2014  |               | Karel Kratochvíle | profil          | ČSSD           | ČSSD              | ČSSD                  |        |
|       | 2020          |                   | Tomáš Fiala     | ODS            | ODS               | BEZPP                 | profil |

## Volby

### Rok 1996
První senátní volby proběhly v roce 1996. Na Strakonicku se volilo na plný mandát v délce šesti let a podobně jako v dalších obvodech se jednalo především o souboj kandidátů vládní ODS a opoziční ČSSD. Ministr životního prostředí František Benda z ODS zde sice zvítězil v prvním kole, ve kterém získal 27 % hlasů, v tom druhém ho pak ale porazil jeho soupeř bývalý vicepremiér Pavel Rychetský z ČSSD, který obdržel 55,8 % hlasů.
| Kandidát | Kandidát                         | Volební strana | Navrhující strana | Politická příslušnost | Počet hlasů (1. kolo) | %     | Počet hlasů (2. kolo) | %     |
| -------- | -------------------------------- | -------------- | ----------------- | --------------------- | --------------------- | ----- | --------------------- | ----- |
|          | JUDr. Pavel Rychetský, dr. h. c. | ČSSD           | ČSSD              | ČSSD                  | 8 754                 | 24,41 | 19 408                | 55,83 |
|          | Ing. František Benda, CSc.       | ODS            | ODS               | ODS                   | 9 684                 | 27,00 | 15 353                | 44,17 |
|          | Ing. Josef Kalbáč                | KDU-ČSL        | KDU-ČSL           | KDU-ČSL               | 6 898                 | 19,23 | —                     | —     |
|          | Mgr. Vítězslava Baborová         | KSČM           | KSČM              | KSČM                  | 5 229                 | 14,58 | —                     | —     |
|          | PhDr. Jiří Kotas                 | NK             | NK                | BEZPP                 | 1 813                 | 5,06  | —                     | —     |
|          | JUDr. Elvíra Tomášková           | NK             | NK                | BEZPP                 | 1 618                 | 4,51  | —                     | —     |
|          | Ing. Jan Žák                     | ČSNS           | ČSNS              | BEZPP                 | 1 352                 | 3,77  | —                     | —     |
|          | Ing. Miloslav Gebr               | NEZ            | NEZ               | BEZPP                 | 517                   | 1,44  | —                     | —     |

### Rok 2002
Pavel Rychetský svůj mandát v dalších volbách v roce 2002 obhajoval. Tentokrát se mu podařilo první kolo ovládnout, když získal 29,2 % hlasů. Jeho soupeřem pro druhé kolo pak byl strakonický komunální politik Pavel Pavel z ODS, který dokázal vyřadit i nestranického kandidáta za US-DEU Karla Schwarzenberga. Druhé kolo mezi úřadujícím senátorem a Pavlem bylo velmi vyrovnané, vicepremiér a ministr spravedlnosti Rychetský v něm nakonec ale získal s 50,9 % hlasů těsnou většinu a obhájil svůj mandát.
| Kandidát | Kandidát                         | Volební strana | Navrhující strana | Politická příslušnost | Počet hlasů (1. kolo) | %     | Počet hlasů (2. kolo) | %     |
| -------- | -------------------------------- | -------------- | ----------------- | --------------------- | --------------------- | ----- | --------------------- | ----- |
|          | JUDr. Pavel Rychetský, dr. h. c. | ČSSD           | ČSSD              | ČSSD                  | 7 918                 | 29,20 | 19 090                | 50,89 |
|          | Ing. Pavel Pavel                 | ODS            | ODS               | ODS                   | 7 488                 | 27,61 | 18 418                | 49,10 |
|          | Karel Schwarzenberg              | US-DEU         | US-DEU            | BEZPP                 | 6 371                 | 23,49 | —                     | —     |
|          | Ing. Pavel Poláček, CSc.         | KSČM           | KSČM              | BEZPP                 | 3 311                 | 12,21 | —                     | —     |
|          | Ing. Zdeněk Prokopec             | SNK ED         | SNK ED            | BEZPP                 | 2 023                 | 7,46  | —                     | —     |

### Rok 2003 (doplňovací)
Dne 6. srpna 2003 byl stávající senátor Pavel Rychetský jmenován předsedou Ústavního soudu, čímž mu zanikl jeho senátorský mandát. Byly proto vypsány nové doplňovací volby v tomto obvodě. Tehdy vládní ČSSD postavila do voleb místo Rychetského divadelníka a historika Josefa Samce, ten ale ve volbách naprosto propadl a skončil až šestý, když získal pouze 6,3 % hlasů. Ve druhém kole se tak utkal vítěz prvního kola a kandidát z předchozích řádných voleb za ODS Pavel Pavel s Josefem Kalbáčem z KDU-ČSL. Kalbáč byl ve druhém kole úspěšnější, obdržel 53,5 % a stal se novým strakonickým senátorem.
| Kandidát | Kandidát               | Volební strana | Navrhující strana | Politická příslušnost | Počet hlasů (1. kolo) | %     | Počet hlasů (2. kolo) | %     |
| -------- | ---------------------- | -------------- | ----------------- | --------------------- | --------------------- | ----- | --------------------- | ----- |
|          | Ing. Josef Kalbáč      | KDU-ČSL        | KDU-ČSL           | KDU-ČSL               | 3 639                 | 18,16 | 7 321                 | 53,48 |
|          | Ing. Pavel Pavel       | ODS            | ODS               | ODS                   | 5 697                 | 28,43 | 6 375                 | 46,54 |
|          | Ing. Karel Rodina      | KSČM           | KSČM              | KSČM                  | 3 388                 | 16,91 | —                     | —     |
|          | MUDr. Petr Pumpr       | SNK ED         | SNK ED            | BEZPP                 | 2 516                 | 12,55 | —                     | —     |
|          | MUDr. Josef Vávra      | NK             | NK                | BEZPP                 | 2 428                 | 12,12 | —                     | —     |
|          | Mgr. Josef Samec       | ČSSD           | ČSSD              | ČSSD                  | 1 269                 | 6,33  | —                     | —     |
|          | Ing. arch. Jan Rampich | ODA            | ODA               | ODA                   | 1 096                 | 5,47  | —                     | —     |

### Rok 2008
Další řádné volby se pak konaly v roce 2008. Úřadující senátor Josef Kalbáč z KDU-ČSL se rozhodl svůj mandát obhajovat a podařilo se mu těsně postoupit do druhého kola, když vyřadil kandidáta ODS bývalého českobudějovického primátora a poslance PČR Miroslava Beneše. V prvním kole byl nejúspěšnější zástupce ČSSD a rektor VŠTE Miroslav Krejča, kterému se podařilo Kalbáče porazit i v druhém kole a díky 51,8 % hlasů ho vystřídal v senátorském křesle.
| Kandidát | Kandidát                       | Volební strana | Navrhující strana | Politická příslušnost | Počet hlasů (1. kolo) | %     | Počet hlasů (2. kolo) | %     |
| -------- | ------------------------------ | -------------- | ----------------- | --------------------- | --------------------- | ----- | --------------------- | ----- |
|          | Ing. Bc. Miroslav Krejča, CSc. | ČSSD           | ČSSD              | ČSSD                  | 11 273                | 28,58 | 15 855                | 51,77 |
|          | Ing. Josef Kalbáč              | KDU-ČSL        | KDU-ČSL           | KDU-ČSL               | 9 183                 | 23,28 | 14 768                | 48,22 |
|          | Ing. Miroslav Beneš            | ODS            | ODS               | ODS                   | 8 816                 | 22,35 | —                     | —     |
|          | MUDr. Taťána Jirousová         | KSČM           | KSČM              | KSČM                  | 6 279                 | 15,92 | —                     | —     |
|          | MUDr. Pavel Buček              | SZ             | SZ                | BEZPP                 | 2 390                 | 6,06  | —                     | —     |
|          | Mgr. Vilém Mikula              | ČSNS 2005, SZR | ČSNS 2005         | BEZPP                 | 777                   | 1,97  | —                     | —     |
|          | Ing. Iveta Vilímková           | SDŽ            | SDŽ               | SDŽ                   | 719                   | 1,82  | —                     | —     |

### Rok 2014
Ve volbách v roce 2014 Miroslav Krejča svůj mandát obhajoval, avšak jako nestraník za stranu Republika. Se ziskem 6,90 % hlasů skončil na 7. místě, a neobhájil tak mandát senátora. ČSSD místo něj do voleb nasadila bývalého poslance Karla Kratochvíle. Tomu se podařilo do druhého kola postoupit z druhého místa, porazil ho pouze společný kandidát TOP 09 a STAN a rovněž bývalý poslanec Martin Gregora. V druhém kola byl ale úspěšnější Kratochvíle a po zisku 51,3 % hlasů udržel pro ČSSD senátorský mandát v tomto obvodě.
| Kandidát | Kandidát                       | Volební strana | Navrhující strana | Politická příslušnost | Počet hlasů (1. kolo) | %     | Počet hlasů (2. kolo) | %     |
| -------- | ------------------------------ | -------------- | ----------------- | --------------------- | --------------------- | ----- | --------------------- | ----- |
|          | Ing. Karel Kratochvíle         | ČSSD           | ČSSD              | ČSSD                  | 6 800                 | 16,38 | 8 505                 | 51,25 |
|          | MUDr. Martin Gregora           | TOP 09, STAN   | TOP 09            | TOP 09                | 7 903                 | 19,03 | 8 088                 | 48,74 |
|          | Mgr. Jiří Mánek                | ODS            | ODS               | ODS                   | 5 802                 | 13,97 | —                     | —     |
|          | PhDr. Robert Huneš             | KDU-ČSL        | KDU-ČSL           | KDU-ČSL               | 5 518                 | 13,29 | —                     | —     |
|          | Mgr. Vítězslava Baborová       | KSČM           | KSČM              | KSČM                  | 5 376                 | 12,95 | —                     | —     |
|          | Mario Vlček                    | ANO            | ANO               | ANO                   | 3 929                 | 9,46  | —                     | —     |
|          | Ing. Bc. Miroslav Krejča, CSc. | Republika      | Republika         | BEZPP                 | 2 867                 | 6,90  | —                     | —     |
|          | Petr Martan                    | SPO            | SPO               | SPO                   | 1 585                 | 3,81  | —                     | —     |
|          | PhDr. Václav Trojan            | Svobodní       | Svobodní          | Svobodní              | 962                   | 2,31  | —                     | —     |
|          | JUDr. Elvíra Tomášková         | Úsvit          | Úsvit             | BEZPP                 | 766                   | 1,84  | —                     | —     |

### Rok 2020
Ve volbách v roce 2020 obhajoval svůj mandát Karel Kratochvíle, opět v barvách ČSSD. Ve volbě nicméně neuspěl a v 1. kole skončil na 5. místem se ziskem necelých 9 % hlasů. První kolo ovládl nestraník Tomáš Fiala za ODS, z druhého místa postoupil do 2. kola rovněž nestraník Luboš Peterka za KDU-ČSL, těsně  (o cca 350 hlasů) před třetím Petrem Kalinou z hnutí ANO. Ve druhém kole byl souboj vyrovnaný, Tomáš Fiala vyhrál těsně o necelých 50 hlasů a ODS tak získalo v obvodě č. 12 svého historicky prvního senátora.
| Kandidát | Kandidát               | Volební strana | Navrhující strana | Politická příslušnost | Počet hlasů (1. kolo) | %     | Počet hlasů (2. kolo) | %     |
| -------- | ---------------------- | -------------- | ----------------- | --------------------- | --------------------- | ----- | --------------------- | ----- |
|          | MUDr. Tomáš Fiala      | ODS            | ODS               | BEZPP                 | 10 538                | 27,84 | 8 238                 | 50,13 |
|          | Ing. Luboš Peterka     | KDU-ČSL        | KDU-ČSL           | BEZPP                 | 5 681                 | 15,01 | 8 193                 | 49,86 |
|          | Ing. Petr Kalina       | ANO            | ANO               | ANO                   | 5 357                 | 14,15 | —                     | —     |
|          | Ing. Michal Horák      | Piráti         | Piráti            | Piráti                | 3 410                 | 9,01  | —                     | —     |
|          | Ing. Karel Kratochvíle | ČSSD           | ČSSD              | ČSSD                  | 3 395                 | 8,97  | —                     | —     |
|          | Marek Anděl            | PÍSEK SOBĚ     | PÍSEK SOBĚ        | BEZPP                 | 1 898                 | 5,01  | —                     | —     |
|          | Ivana Zelenková        | STAN           | STAN              | STAN                  | 1 664                 | 4,39  | —                     | —     |
|          | Pavel Štětina          | KSČM           | KSČM              | KSČM                  | 1 661                 | 4,38  | —                     | —     |
|          | Miroslav Šobr          | NK             | NK                | BEZPP                 | 1 494                 | 3,94  | —                     | —     |
|          | Ing. Miroslav Ušatý    | Trikolóra      | Trikolóra         | BEZPP                 | 1 432                 | 3,78  | —                     | —     |
|          | Mgr. Petra Kurschová   | NK             | NK                | BEZPP                 | 1 314                 | 3,47  | —                     | —     |

## Volební účast
|  | nejvyšší volební účast |  | nejnižší volební účast |

| Rok  | % (1. kolo) | % (2. kolo) |
| ---- | ----------- | ----------- |
| 1996 | 34,94       | 33,03       |
| 2002 | 25,00       | 36,39       |
| 2003 | 18,44       | 12,56       |
| 2008 | 38,26       | 27,63       |
| 2014 | 39,49       | 14,94       |
| 2020 | 35,44       | 15,00       |